# 野田鄉站
野田鄉站（日语：／ Nodagō eki */?）是位於鹿兒島縣出水市野田町下名，肥薩橙鐵道線的車站。車站編號為OR19。
車站由NPO法人北薩倶樂部管理的有人車站。由於鄰近鹿兒島縣立野田女子高等學校，因此在平日早上和黃昏會有許多上學客使用此站。另外，為了運送學生，在平日設有早上1班下行列車以此站為終點站（該班次隨後會以不載客列車折返至出水站。），在平日早上車站為有人車站。

## 車站構造
車站是一座地面車站，設有2面2線的相對式月台。車站大樓是在1959年建成，是一座由舊國鐵標準鋼筋混凝土建築物。車站大樓內設成候車室和售票櫃臺。
在國鐵時代，車站為無人車站前，車站設有大型售票櫃臺和行李櫃臺。在1986年成為無人車站後，櫃臺被木板遮蓋。隨後再次成為有人車站後至今設有小型售票櫃臺。
- 營業時間
  - 平日 7:00 - 9:00　15:00 - 17:30
  - 星期六及假日 暫停服務

在2014年5月15日前，營業時間為平日7:10 - 16:55。在翌日起營業時間改為只於平日早上和黃昏，上下學繁忙時段時段營業。但是在毎年3月中旬，鄰站高尾野站附近舉行「高尾野 中之市」，在每年8月上旬會舉辦「高尾野夏祭」。在早上8時至晚上會臨時設有車站職員當值。
在國鐵時代，1970年成為業務委託車站。現時野田郵局地段曾經是國鐵宿舍，此站可容納15名車站職員，為比較大的車站。另外，此站曾經可接受貨物起卸服務，現時該處由鹿兒島銀行興建的2座日本通運倉庫。

### 月台
現時每天除了一班黃昏上行班次是使用1號月台外，其餘上、下班次一律使用2號月台。
| 月台 | 路線          | 上下行 | 方向                           | 備註                  |
| ---- | ------------- | ------ | ------------------------------ | --------------------- |
| 1    | ■肥薩橙鐵道線 | 上行   | 新八代方向                     | 只有每天18:24班次使用 |
| 2    | ■肥薩橙鐵道線 | 上行   | 米之津、出水、八代、新八代方向 | 絕大部份班次          |
| 2    | ■肥薩橙鐵道線 | 下行   | 川內、隈之城方向               | 全部下行班次          |

## 歷史
- 1923年3月25日：鐵道省川內線車站啟用。
- 1927年10月17日：湯浦站至水俁站之間開業，八代站至川內站至鹿兒島站之間編入至鹿兒島本線。
- 1949年6月1日：日本國有鐵道成立，成為國鐵車站。
- 1959年2月：現時的車房竣工。
- 1970年9月1日：隨著引入CTC，改為業務委託車站。野田鄉站長廢止。由出水站管理。
- 1986年3月3日：改為無人車站。
- 1987年4月1日：隨國鐵分割民營化，車站由九州旅客鐵道（JR九州）營運。舊野田町向JR九州請願，再次成為有人車站（業務委託車站）。
- 2004年3月13日：九州新幹線鹿兒島中央站（當日由西鹿兒島站改名而成）至新八代站之間開業，使鹿兒島本線八代站至川內站之間的鐵路業務由肥薩橙鐵道繼承。
- 2014年5月16日：車站營業時間改為平日早上和黃昏。
- 2019年10月1日：引入車站編號，站名牌更新。車站英文名由「Nodagou」改為「Nodagō」。
- 2024年9月24日：一列進站中的下行列車，於通過轉轍器時發生了脱軌事故[2]，此亦成為了肥薩橙鐵道自2004年接手以來，首宗列車脫軌事故[3]。

## 使用狀況
在2015年度，1日平均乘車人次為171人
| 年度 | 1日平均 乘車人次 | 1日平均 上下車人次 |
| ---- | ---------------- | ------------------ |
| 2005 | 281              |                    |
| 2006 | 271              |                    |
| 2007 | 246              | 499                |
| 2008 | 240              | 490                |
| 2009 | 233              | 474                |
| 2010 | 240              | 488                |
| 2011 | 232              | 471                |
| 2012 | 223              | 453                |
| 2013 | 222              | 450                |
| 2014 | 203              | 410                |
| 2015 | 171              | 347                |

## 車站周邊
- 出水市立野田中學・小學
- 國道504號（日语：国道504号）
- 野田郵局
- 出水市立野田圖書館
- 出水市野田保育園
- 野田幼稚園
- 感應寺（日语：感応寺 (出水市)）
- 出水市政廳野田支所（前野田町（日语：野田町 (鹿児島県)）公所）
- 鹿兒島縣立野田女子高等學校（日语：鹿児島県立野田女子高等学校）
- 出水市觀鶴中心

## 相鄰車站
肥薩橙鐵道
■肥薩橙鐵道線
■快速「超級橙」（只限1號停站，只於星期六日運行）、■快速「快速海洋快車薩摩」（只於星期六日運行）、■普通
高尾野（OR18）－野田鄉（OR19）－折口（OR20）

## 外部連結
- 野田鄉站（各站資訊） （页面存档备份，存于） - 肥薩橙鐵道